# Група „Једанаесторица”
Група „Једанаесторица” је српска ликовна група коју су чинили сликари, вајари и графичари. Она се на ликоввној сцени Србије појављује крајем пете   деценије 20. века, са циљем са прва пружи отпор доктрини соцреализма напустивши  Академију ликовне уметности и отишавши у Задар да тамо стварају. У свом стваралаштву група није иступила са заједничким естетским проседеом, јер је сваки од уметника био изразити  индивидуалиста. Међутим и поред тога група је унела свежину у ликовни живот Београда у погледу уметничке радозналости, отворености   за експеримент и настојању да изграде индивидуални ликовни израз. Делујући у том периоду а и касније, било у Паризу било у Југославији, сликари  ове групе показали су да припадају изузетно виталној генерацији младих стваралаца која је имала значајну мисију у историји српскога сликарства.

## Историја

### Предуслови
Након завршетка Другог светског рата нова власт  инсистирала је на фигуративном сликарству са ратном и социјалном тематиком, која се одвијала у више фаза. Павле Васић примећује...
...да постоји велика разлика између периода од 1945. до 1948. и наредног од 1948. до 1950. у погледу избора мотива, пошто са временом мотиви из рата постају ређи, а мотиви из обнове и изградње чешћи, док од 1950. мотиви из обнове и изградње уступају место интимнијим интересовањима уметника.
 На изложби УЛУС-а 1948. готово половина радова имала је такве мотиве и могли би да се оквалификују као уметност са тезом.  То је на дискусијама у УЛУС-у „кристалисало схватање да појам социјалистичког реализма мора да буде схваћен широко, екстензивно“ и да се ублажи извесна искључивост чија би буквална примена лишила сцену доприноса истакнутих уметника.
После Трећег пленума ЦК Комунистичке партије Југославије, који је омогућио слободу уметничког изражавања, социјалистички реализам престаје да буде доминантан правац и бива замењен социјалистичким естетизмом. Већ 1951. године јављају се назнаке апстрактне уметности, експресионизам Децембарске групе, донекле интимистичке тежње Београдске групе,

### Задарска група као претеча групе Једанаесторица
Група Једанаесторица сачињена претежно од младих сликара настала је из Задарске групе која је настала када је неколико студената сликарства са београдске Академије за ликовне уметности  у класи Ивана Табаковића, током пет месеци, од априла до августа 1947. године боравила у Задару у коме су сновали прву послератну уметничку комуну која је у том историјском тренутку представљала гест стваралачке, чак и политичке субверзивности. У том приморском граду сликајући слободно, у природи, ван класа и атељеа (у којима нису налазили инспирацију за своју уметност), стварали су Мића Поповић, Петар Омчикус, Бата Михаиловић, Милета Андрејевић, Вера Божичковић, Косара Бокшан и Љубинка Јовановић, којима су се придружили и пријатељи који нису били са Академије за ликовне уметности - Борислав Михајловић Михиз као и повремени гости - сликар Бора Грујић скулптор и сликар Радивоје Кнежевић-Кнез, Александар Саша Поповић (брат Миће Поповића) и Крста Андрејевић (брат Милете Андрејевића).

### Оснивање групе Једанаесторица
Када су у оквиру Задарске групе у лето  1948. године на Корчули боравили и сликали Бата Михајловић, Коса Бокшан, Петар Омчикус, Љубинка Јовановић, Слава   Богојевић и Оливера Галовић, Бата Михајловић дошао је на идеју да ова група сликара оснује групу Једанаесторица. Предложено учињено.

Једанаесторица су били ствараоци који су одлучно подржавали нову културну политику и настојање за променама које је покренула група Самостални својом   полемиком са УЛУС-ом. 
То су били ствараоци различитих опредељења и супротних   судбина, чија је већ прва, и последња, заједничка изложба показала веома широк   спектар оријентација: од лиризма Славе Богојевића, преко експресионизма  германске оштрине Бате Михајловића и Петра Омчикуса, до реминесценција на   Пикасоову плаву фазу која се огледала у сликама Лазара  Возаревића.
 По повратку у Београд, сви чланови ових група били су кажњени избацивањем са Академије, на коју су враћени под политичким притиском њихових пријатеља, ратних сабораца на високим партијским и државним функцијама, изузев Миће Поповића за кога је цинично речено да је већ „свршени студент“ те да му Академија и не треба.

У тој клими коју су наметнуле Задарска група а потом и група Једанаесторице положај уметника у Србији се осетно побољшава. УЛУС се укључио у проналажење нових начина за стимулацију и унапређење услова живота и рада уметника.
Повећавају се могућности за запослење после завршене Академије ликовних уметности, излагачки простори постају бесплатни за младе и неафирмисане уметнике, олакшан је одлазак у иностранство преко стипендија за студијске боравке (Париз остаје најважнија дестинација), формирају се фондови за помоћ уметницима и УЛУС почиње да додељује атељее на коришћење својим члановима. Оснива се синдикат УЛУС-а.
 Излази и први број часописа Удружења ликовних уметника Србије „Лик”, 29. новембра 1950. године.

## Састав групе
Групу  је чинило следећих једанаесторо, тада  младих, стваралаца – сликара, вајара и графичара:

### 1.Славољуб Слава Богојевић
Рођен у Нишу 1922. године би је једна од признатијих српских сликарки у 20. веку. Завршио је Академију ликовних уметности у Београду, 1951. године, код проф. Недељка Гвозденовића и специјализацију код проф. Зоре Петровић. Врло немирног духа: био је пилот и падобранац, песник, радио у сликарској радионици Народног позоришта у Београду код Јована Бијелића, сликао фреске и зидне композиције, али и на кутијама од шибица. Боравио на Корчули, у Паризу, живео у Атини. Излагао је са групом „Једанаесторица“ (Возаревић, Бата Михаиловић, Омчикус, Бокшан...), у Паризу са Бифеом и Дифијем, био члан "Ладе“. Имао низ самосталних изложби у Југославији, Венецији, Амстердаму, Риму, Атини.

### 3.Косара Бокшан
Рођена је 1925. у Берлину. За време Другог светског рата
учила је сликарство код Младена Јосића, а од 1944. у атељеу Зоре Петровић. Академију ликовних уметности уписује 1945. године у класи Ивана Табаковића. У пролеће 1947. напушта студије сликарства и са колегама са Академије одлази
у Задар, где слика у пленеру и постаје један од оснивача Задарске групе, наше прве послератне уметничке групе. Била је и члан групе Једанаесторица.

### 4.Петар Омчикус
Рођен је 1926. године у Сушаку код Ријеке, а од 1937. године живи у Београду. После Другог светског рата је започео сликарске студије на Академији ликовних уметности код професора Ивана Табаковића. У пролеће 1947. напушта студије сликарства и са колегама са Академије одлази у Задар, где
слика у пленеру и постаје један од оснивача наше прве послератне уметничке групе – Задарске групе. Сели се у Париз 1952. године са супругом, сликарком Косаром Бокшан. Од 1946. излагао је на бројним групним изложбама у земљи и иностранству. Први пут је самостално излагао 1951. у Београду, а затим су уследиле изложбе у Паризу, Лилу, Женеви, Риму... Учествовао је на париском Мајском салону, Салону нових реалности у Паризу, као и на бројним изложбама српске и југословенске уметности у земљи и иностранству. Био је члан групе Једанаесторица и Задарске групе. Осим сликарством, бавио се и скулптуром. 

### 5.Лазар Возаревић
Рођен је 1925. у Сремској Митровици. Академију ликовних уметности у Београду завршио је 1948. у класи професора Мила Милуновића. Био је доцент на Академији ликовних уметности у Београду. Био је члан групе Једанаесторица и Децембарске групе.  
Поред сликарства Лазар се бавио мозаиком, цртежом, илустрацијом, а изведени мозаици могу се видети у Београду – хотел Метропол”, Војнотехнички институт и Дом омладине.

### 6.Оливера Галовић
Рођена 1923  у Шабу била српска сликарка и ликовни педагог. Након завршетка Академије у Београду, ступила је у уметнички живот, априла 1951. године, са групом "Једанаесторица" која је била израз уметничког авангардизма у модерном српском сликарству. Оливера Галовић је својим мртвим природама и пејзажима стекла симпатије поклоника модерне уметности.

### 8.Бата Михаиловић
Рођен у Панчеву 1923   био је српски сликар  који је на Ликовној академију студирао у класи професора Ивана Табаковића. Одласком у Задар 1947. године где настаје Задарска група напустио је Академију 1947. године, потом оснива групу Једанаесторица са којом излаже до 1951. У Париз одлази, са супругом Љубинком Јовановић, 1952. године. где живи и ради повремено се враћајући у Београд. Од 1947. када први пут излаже у Београду, имао је стотинак групних изложби на свим континентима. Прву самосталну изложбу приредио је 1951. године у Београду, а ретроспективну у Уметничком павиљону 'Цвијета Зузорић' 1981. године. Године 1985. изабран је за члана ван радног састава САНУ, у одељењу ликовних и музичких уметности.

### 9.Љубинка Јовановић
Рођена у Београду 1922. године, била је једна од најугледнијих српских сликарки у 20. веку.   Студирала сликарство на Академији ликовних уметности у Београду у класи проф. Ивана Табаковића. Са будућим супругом Милорадом Батом Михаиловићем и друговима из класе Мићом Поповићем, Петром Омчикусом, Косаром Бокшан и Вером Божичковић напустила је студије 1947. године и отишла и Задар где су формирали уметничку комуну Задарска група. Била је и члан групе Једанаесторица. Излаже од 1951. године. Имала је бројне самосталне и колективне изложбе и земљи и иностранству. Са Батом Михаиловићем настањује се у Паризу 1952. године.

### 10.Градимир Алексић
Рођен је 1922. године у Београду. Дипломирао је 1948. вајарство на Факултету ликовних уметности Универзитета уметности у Београду у класи Сретена Стојановића и Лојза Долинара. Био је један од протагониста уметничке групе „Једанаесторица" и члан УЛУС-а од 1947.
Претежно је радио портрете и фигуре (најчешће дате у покрету), које је третирао реалистички. Иако изведени у духу поетског реализма, портрети одражавају унутрашњи живот модела будући да је благом моделацијом постигнута експресивност карактера приказане личности. Осим вајарством, бавио се сликарством, цртежом и поезијом.

## Изложба Једанаесторице 1951.
Изложба ликовних дела Једанесторице одржана је априла 1951. године у Уметничкој  Галерији УЛУС-а на Теразијама.  Изложба која је оцењена као значајан догађај у ликовном животу Београда, била је поред позитивних критика изложена и многим нападима, који су у суштини, представљали идеолошки обрачун критичара са групом и њеним вербалним изјавама.